# Otto Hölder
Otto Ludwig Hölder, född 22 december 1859 i Stuttgart, död 29 augusti 1937 i Leipzig, var en tysk matematiker.
Han doktorerade i Tübingen 1882 och blev 1884 föreläsare i Leipzig, där han började arbeta med konvergensen av Fourierserier. Samma år upptäckte han också olikheten som bär hans namn; (Hölders olikhet). Han har även givit namn åt Jordan-Hölders sats tillsammans med Camille Jordan. År 1889 blev han erbjuden en tjänst i Tübingen men på grund av ett psykiskt kollaps tillträdde han tjänsten först ett år senare.